# Miner costaner
El miner costaner (Geositta peruviana) és una espècie d'ocell de la família dels furnàrids (Furnariidae).
Habita planures amb sorra i vessants de turons i garrigues de la costa occidental del Perú.